# National Society of Film Critics Award per il miglior film
Il National Society of Film Critics Award per il miglior film (National Society of Film Critics Award for Best Picture) è un premio cinematografico assegnato al film votato dai membri dalla National Society of Film Critics (NSFC) come il migliore dell'anno.
È stato consegnato annualmente dal 1967 in poi.

## Vincitori
I vincitori del premio sono indicati in grassetto a fianco della rispettiva annata di premiazione:

### Anni 1960
- 1967: Blow-Up, regia di Michelangelo Antonioni
- 1968: Persona, regia di Ingmar Bergman
- 1969: La vergogna (Skammen), regia di Ingmar Bergman

### Anni 1970
- 1970: Z - L'orgia del potere (Z), regia di Costa-Gavras
- 1971 (gennaio): M*A*S*H, regia di Robert Altman
- 1971 (dicembre): Il ginocchio di Claire (Le Genou de Claire), regia di Éric Rohmer
- 1972: Il fascino discreto della borghesia (Le Charme discret de la bourgeoisie), regia di Luis Buñuel
- 1974: Effetto notte (La Nuit américaine), regia di François Truffaut
- 1975 (gennaio): Scene da un matrimonio (Scener ur ett äktenskap), regia di Ingmar Bergman
- 1975 (dicembre): Nashville, regia di Robert Altman
- 1977 (gennaio): Tutti gli uomini del presidente (All the President's Men), regia di Alan J. Pakula
- 1977 (dicembre): Io e Annie (Annie Hall), regia di Woody Allen
- 1979: Preparate i fazzoletti (Préparez vos mouchoirs), regia di Bertrand Blier

### Anni 1980
- 1980: All American Boys (Breaking Away), regia di Peter Yates
- 1981: Una volta ho incontrato un miliardario (Melvin and Howard), regia di Jonathan Demme
- 1982: Atlantic City, U.S.A. (Atlantic City), regia di Louis Malle
- 1983: Tootsie, regia di Sydney Pollack
- 1984: La notte di San Lorenzo, regia di Paolo e Vittorio Taviani
- 1985: Stranger Than Paradise - Più strano del Paradiso (Stranger Than Paradise), regia di Jim Jarmusch
- 1986: Ran, regia di Akira Kurosawa
- 1987: Velluto blu (Blue Velvet), regia di David Lynch
- 1988: The Dead - Gente di Dublino (The Dead), regia di John Huston
- 1989: L'insostenibile leggerezza dell'essere (The Unbearable Lightness of Being), regia di Philip Kaufman

### Anni 1990
- 1990: Drugstore Cowboy, regia di Gus Van Sant
- 1991: Quei bravi ragazzi (Goodfellas), regia di Martin Scorsese
- 1992: Dolce è la vita (Life Is Sweet), regia di Mike Leigh
- 1993: Gli spietati (Unforgiven), regia di Clint Eastwood
- 1994: Schindler's List, regia di Steven Spielberg
- 1995: Pulp Fiction, regia di Quentin Tarantino
- 1996: Babe - Maialino coraggioso (Babe), regia di Chris Noonan
- 1997: Le onde del destino (Breaking the Waves), regia di Lars von Trier
- 1998: L.A. Confidential, regia di Curtis Hanson
- 1999: Out of Sight, regia di Steven Soderbergh

### Anni 2000
- 2000: 
  - Essere John Malkovich (Being John Malkovich), regia di Spike Jonze
  - Topsy-Turvy - Sotto-sopra (Topsy-Turvy), regia di Mike Leigh
- 2001: Yi Yi - e uno... e due... (Yī Yī), regia di Edward Yang
- 2002: Mulholland Drive, regia di David Lynch
- 2003: Il pianista (The Pianist), regia di Roman Polański
- 2004: American Splendor, regia di Shari Springer Berman e Robert Pulcini
- 2005: Million Dollar Baby, regia di Clint Eastwood
- 2006: Truman Capote - A sangue freddo (Capote), regia di Bennett Miller
- 2007: Il labirinto del fauno (El laberinto del fauno), regia di Guillermo del Toro
- 2008: Il petroliere (There Will Be Blood), regia di Paul Thomas Anderson
- 2009: Valzer con Bashir (Vals Im Bashir), regia di Ari Folman

### Anni 2010
- 2010: The Hurt Locker, regia di Kathryn Bigelow
- 2011: The Social Network, regia di David Fincher
- 2012: Melancholia, regia di Lars von Trier
- 2013: Amour, regia di Michael Haneke
- 2014: A proposito di Davis (Inside Llewyn Davis), regia di Joel ed Ethan Coen
- 2015: Adieu au langage - Addio al linguaggio (Adieu au langage), regia di Jean-Luc Godard
- 2016: Il caso Spotlight (Spotlight), regia di Tom McCarthy
- 2017: Moonlight, regia di Barry Jenkins
- 2018: Lady Bird, regia di Greta Gerwig
- 2019: The Rider - Il sogno di un cowboy (The Rider), regia di Chloé Zhao

### Anni 2020
- 2020: Parasite (Gisaengchung), regia di Bong Joon-ho
- 2021: Nomadland, regia di Chloé Zhao
- 2022: Drive My Car, regia di Ryūsuke Hamaguchi
- 2023: Tár, regia di Todd Field
- 2024: Past Lives, regia di Celine Song
- 2025: Nickel Boys, regia di RaMell Ross